# Kenneth Matthews
Kenneth "Ken" Joseph Matthews MBE (Birmingham, 21 de junho de 1934 – 3 de junho de 2019) foi um atleta e campeão olímpico britânico, especializado na marcha atlética.
Marchador de estilo fluido e passos longos, depois de competir na Olimpíada de 1960 em Roma sem conseguir terminar a prova, foi campeão europeu em 1962, em Belgrado, e por isso um dos favoritos à medalha de ouro em Tóquio 1964. Venceu a 20 km de marcha nos Jogos Olímpicos com um recorde olímpico de 1:29.34.
Foi o único dos quatro britânicos campeões olímpicos de atletismo daquela edição – os outros foram Lynn Davies (salto em distância), Mary Rand (salto em distância e a primeira britânica campeã olímpica no atletismo) e Ann Packer (800 metros) – a não ser outorgado com a Ordem do Império Britânico ao retorno à Inglaterra. Isto levou a um clamor da opinião pública, o que fez com que fosse finalmente agraciado com a MBE em 1977, depois de uma campanha pública.
Faleceu em 3 de maio de 2019 aos 84 anos de idade.